# Archaeoglenes
Archaeoglenes  (лат.) — род жуков-чернотелок (Tenebrionidae) из подсемейства Phrenapatinae. Единственный представитель трибы Archaeoglenini.

## Распространение
Встречаются в Австралии, Новой Зеландии, Гавайских островах, Соломоновых островах, Неотропикае (4 вида, в том числе, Панаме, Ямайке).

## Описание
Мелкие жуки, длина тела от 1,2 до 2,8 мм. У неотропических видов редуцированы задние крылья, в усиках 9 члеников (у других видов 10), в лапках редуцировано число сегментов до формулы 3-3-3 (у других видов 4-4-4).

## Классификация
Таксон был впервые выделен шотландским энтомологом Томасом Броуном (Thomas Broun, 1838-1919) по материалам из Новой Зеландии и долгое время числился в составе семейства Colydiidae. В 1975 году род Archaeoglenes был выделен в отдельную трибу Archaeoglenini  Watt, 1975 в составе подсемейства жуков-чернотелок Phrenapatinae. Включает 7 видов
- Archaeoglenes Broun, 1893[5]
  - Archaeoglenes australis Lawrence, 1979 — Австралия
  - Archaeoglenes bollensis Watrouce, 1982 — Панама
  - Archaeoglenes costipennis Broun, 1893 — Новая Зеландия
  - Archaeoglenes occidentalis Lawrence, 1979
  - Archaeoglenes pecki Lawrence, 1979 — Ямайка
  - Archaeoglenes puntaence Watrouce, 1982 — Панама
  - Archaeoglenes ruthmuellerae Schawaller & Bouchard, 2019